# وشم پازرد
وشم پازرد (نام علمی: Crypturellus noctivagus) نام یک گونه از سرده دمچه‌پنهان‌ها است.